# Hasan ibn Ali
Hasan ibn ʿAlī ibn Abū Tālib (Arabisk:الحسن بن علي بن أﺑﻲ طالب) (født 624-25 – døde 668-70) var en del af ahl al-bayt og den anden shiitiske imām ifølge tolver-grenen, men anses ikke som imām af ismāʿīli-grenen. Han var storebror til imām Husayn, der anses som den den tredje imām af tolverne eller den anden af ismāʿīlitterne.
Efter sin fars død (661) gjorde Hasan krav på det islamiske kalifat, men gav senere afkald på det til fordel for Muʿawiya ved indgåelsen af en aftale. Det blev begyndelsen på umayyade-dynastiet (661-750), som var kendt for deres fjendskab mod ʿAlīs slægt og shia-muslimer. Hasan menes at afstå kalifatet til Muʿawiya for at undgå massive blodsudgydelser.
Imām Hasan døde ifølge nogle kilder i 669 og efter andre mellem 668 og 670, da han blev forgiftet af en af sine koner, al-Jaʿda. Men Muʿawiya kan have stået bag mordet ved at love al-Jaʿda penge og  ægteskab med sin søn, Yazīd.
Imām Hasan er begravet i Jannat al-Baqī i Saudi Arabien.